# Ricardo Zamora
Ricardo Zamora i Martínez (Barcelona, 21 januari 1901 – aldaar, 8 september 1978) was een Catalaans-Spaans profvoetballer. Zijn bijnaam luidde El Divino (De Goddelijke). Zamora was in de jaren twintig en dertig van de twintigste eeuw de beste doelman ter wereld en hij wordt beschouwd als de beste keeper van Spanje ooit.
Zamora overleed in september 1978 op 77-jarige leeftijd. De jaarlijkse trofee voor minst gepasseerde keeper van de Primera División is naar Zamora vernoemd.

## Voetbalcarrière
Zamora begon zijn carrière in 1916 bij RCD Espanyol. Na twee seizoenen vertrok de Catalaan naar FC Barcelona waar Zamora tweemaal de Copa del Rey veroverde. Hij werd internationaal bekend door zijn goede prestaties op de Olympische Zomerspelen van 1920 in Antwerpen, waar Spanje zilver won. Na zijn vertrek bij FC Barcelona in 1922, speelde de keeper voor opnieuw Espanyol, Real Madrid en Nice. In mei 1929 brak Zamora in een interland tegen Engeland zijn borstbeen. Desondanks speelde hij de wedstrijd uit, die met 4-3 werd gewonnen door Spanje. Deze overwinning was de eerste ooit van een niet-Brits elftal op Engeland. Op het WK 1934 stopte hij in de eerste wedstrijd tegen Brazilië een strafschop van Waldemar de Brito.
Als trainer had hij eveneens wat succes. Zamora leidde Atlético Madrid naar de eerste twee landstitels in het bestaan van de club en in 1948 bracht hij Celta de Vigo naar een 4e plek in de Primera División en naar de finale van de Copa Generalísimo. Hij trainde eveneens Español (schrijfwijze Espanyol onder Franco) en voor twee wedstrijden het nationale elftal van Spanje.

## Reputatie
Zamora stond tijdens zijn voetbalcarrière in de belangstelling vanwege zijn grillige reputatie. Zo is de speler buiten het voetbal bekend geworden om zijn alcoholgebruik als liefhebber van cognac, het roken van drie pakjes sigaretten per dag, en vervolging voor het smokkelen van Cubaanse sigaren (1920) en belastingontduiking (1922).
Tevens werd de speler beschuldigd van het feit dat hij tegen onafhankelijkheid voor Catalonië was ondanks het feit dat de speler uitkwam voor het Catalaans voetbalelftal. De speler ontving verscheidene onderscheidingen van de Spaanse nationalisten na de Spaanse Burgeroorlog, onder andere doordat de speler was opgepakt aan het begin van de oorlog door de Republikeinen (de reden is onbekend) en door het meespelen in een benefietwedstrijd ten behoeve van de soldaten van de nationalisten.
Zamora heeft zich gedurende zijn leven echter nooit bemoeid met de politiek en nooit politieke uitlatingen gedaan.

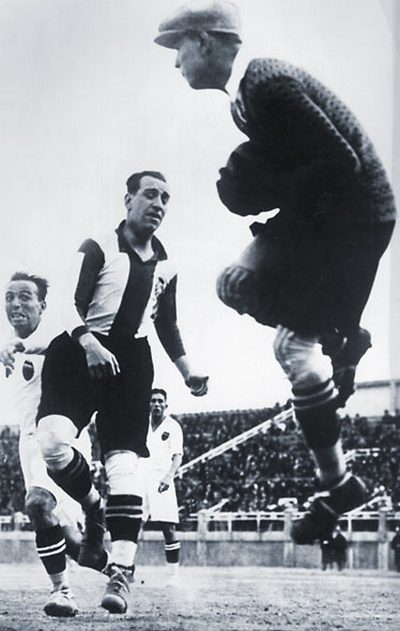